# Jardin franco-allemand de Sarrebruck

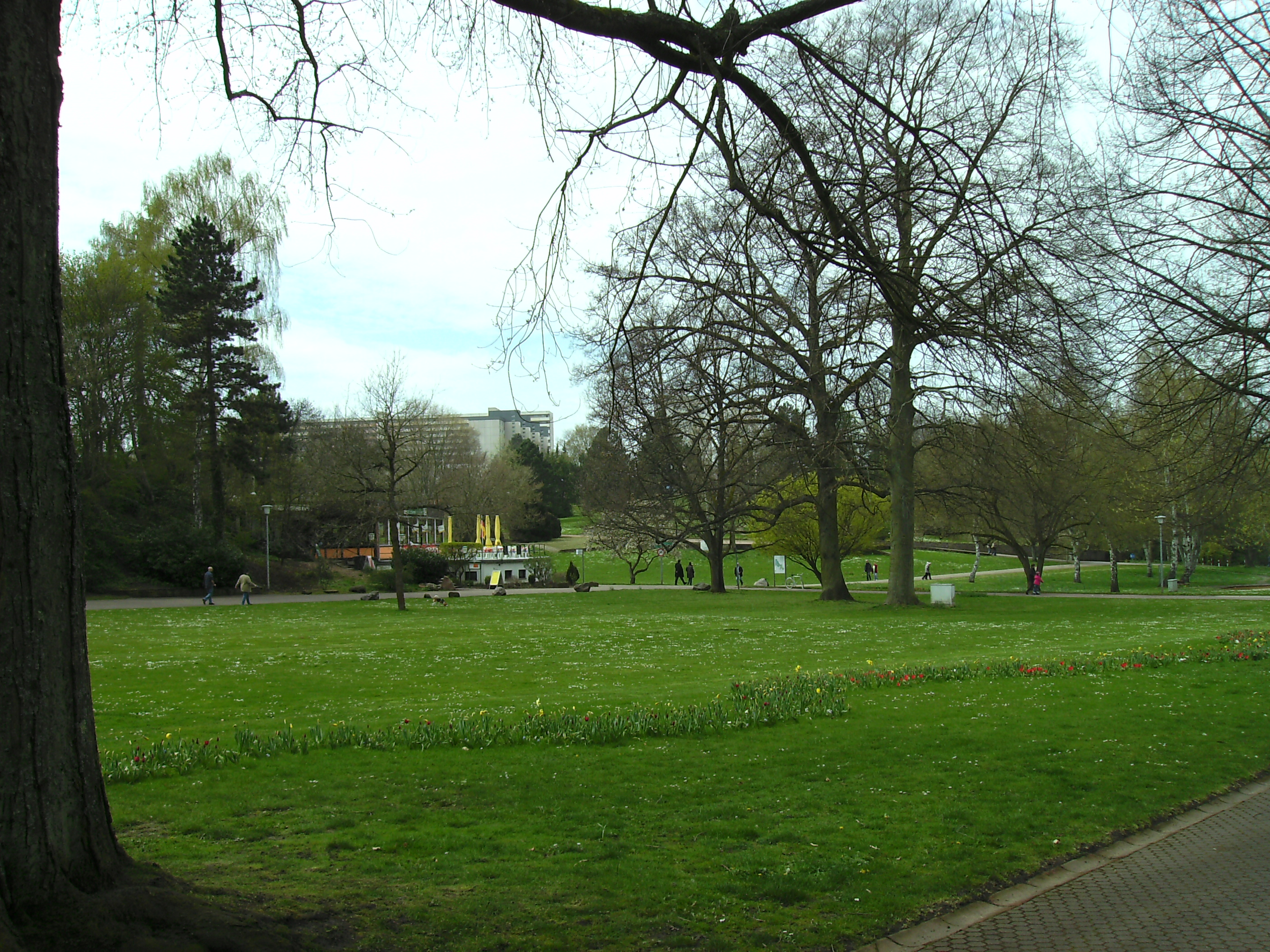
Vue du parc franco-allemand.

Le Jardin franco-allemand de Sarrebruck (en allemand : der Deutsch-Französische Garten) est un jardin et un parc de loisirs doté de plusieurs attractions, fondé dans le cadre du rapprochement franco-allemand et plus particulièrement dans le cadre de l’apaisement nécessaire après le référendum d’autodétermination de la Sarre de 1955 (où 67,7% des Sarrois ont voté pour leur rattachement à l’Allemagne).

## Localisation
Le parc est situé dans la banlieue sud-ouest de Sarrebruck près du passage frontalier franco-allemand de la Brême d'Or. Il s'étend sur une superficie d'environ 50 hectares et peut être atteint en une dizaine de minutes en voiture depuis le centre de Sarrebruck ou depuis Forbach/Stiring-Wendel. Le parc est accessible en voiture via la Route européenne 50, qui est formée du côté allemand par l'autoroute Bundesautobahn 6 et du côté français par l’autoroute A320, qui se raccorde à l’autoroute A4.

## Historique
À l'origine, le jardin franco-allemand d'aujourd'hui était un champ et un pré en lisière de forêt à proximité de Sarrebruck. Au XIXe siècle, il a été transformé en parc arboré et est devenu un lieu d'excursion populaire pour les habitants de Sarrebruck. Au cours de la guerre franco-allemande de 1870, la région a fait partie du champ de bataille de la bataille de Forbach-Spicheren du 6 août 1870. En 1890, une baignade en plein air (Deutschmühlenbad) a été installé dans la partie nord du parc. Dans les années 1900, le parc a été baptisé « Parc de l’empereur Guillaume » (Kaiser-Wilhelm-Park) et a principalement été utilisé pour entretenir la mémoire de la victoire sur la France. La Première Guerre mondiale n’a pas directement affecté la zone si ce n’est qu’elle s’est de nouveau retrouvée frontalière à partir de 1919 à la suite de la perte de Alsace-Lorraine par l’Allemagne. Au cours de la seconde Guerre mondiale, le parc a joué un rôle militaire important. Les troupes allemandes y ont construit des fortifications défensives dès 1935, en vis-à-vis de la ligne Maginot, dans le cadre de la construction d’une ligne de défense continue le long des frontières ouest de l’Allemagne, dite « Westwall » (« mur occidental ») en allemand et « Ligne Siegfried » en français. 18 de ces bâtiments (bunkers et obstacles antichars) sont encore visibles aujourd'hui. À partir de 1932, un zoo avait été installé dans la partie sud autour de l’« étang du moulin allemand » (Deutschmühlenbad), avec des rochers artificiels et de grands abris pour les animaux, mais il a dû être abandonné à l'évacuation de Sarrebruck en 1939. À cette date, les grands animaux ont été abattus par la Wehrmacht.
Après la guerre, la Sarre a été sous le contrôle d’un gouvernement militaire français jusqu'à la fin de 1947, puis a été un État autonome jusqu'en 1956. En conséquence du référendum de 1955, la Sarre a été rattachée à la République fédérale d'Allemagne sur le plan institutionnel le 1er janvier 1957 et sur le plan économique le 6 juillet 1959. Ce vote, cependant, avait conduit à plusieurs reprises à des tensions entre l'Allemagne et la France. Pour désamorcer la situation, dans le cadre de leurs négociations bilatérales, les gouvernements allemand et français ont décidé de réaliser une exposition horticole commune mettant en valeur le savoir-faire des deux pays. Le jardin, conçu conjointement par un architecte paysagiste allemand et un français, se voulait donc un symbole de l'amitié souhaitée entre la France et la jeune République fédérale.
Le 23 avril 1960, ce premier et unique « jardin franco-allemand » fut inauguré conjointement par le chancelier allemand Konrad Adenauer et par le premier ministre français Michel Debré. Les expositions horticoles n’ayant plus eu lieu à Sarrebruck les années suivantes, le jardin a été de plus en plus adopté par la population des deux côtés de la frontière comme un centre de loisirs et un lieu pour les grandes festivités.
Aujourd'hui, le jardin est considéré comme un bien culturel des années d'après-guerre et un témoin d'une tradition horticole qui remonte jusqu'au milieu du XVIe siècle. Mis à part de rares exceptions en cas d’événements spéciaux, l'entrée du jardin franco-allemand est gratuite.

## Galerie photo

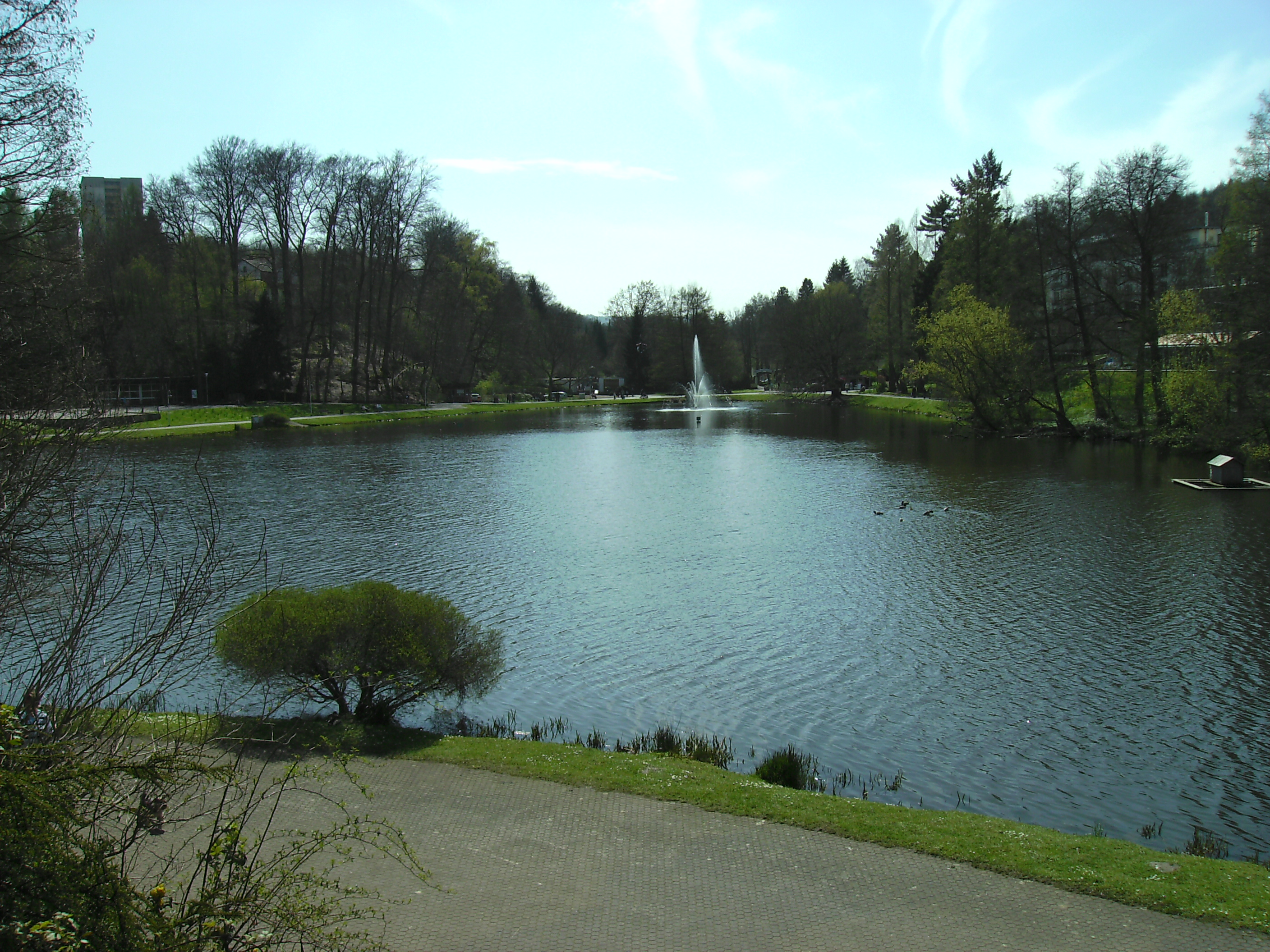
L'étang du "moulin allemand"
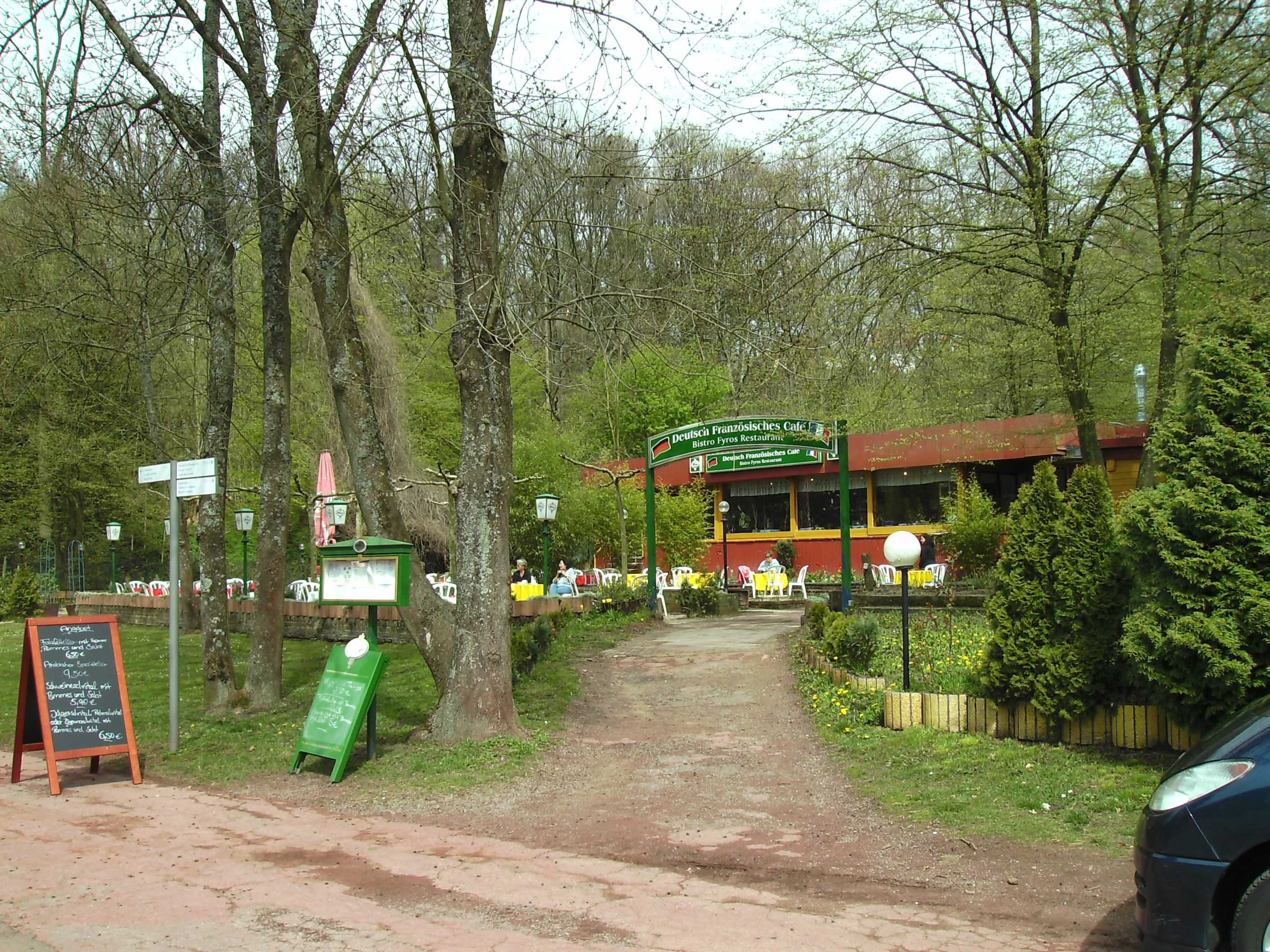
Café franco-allemand
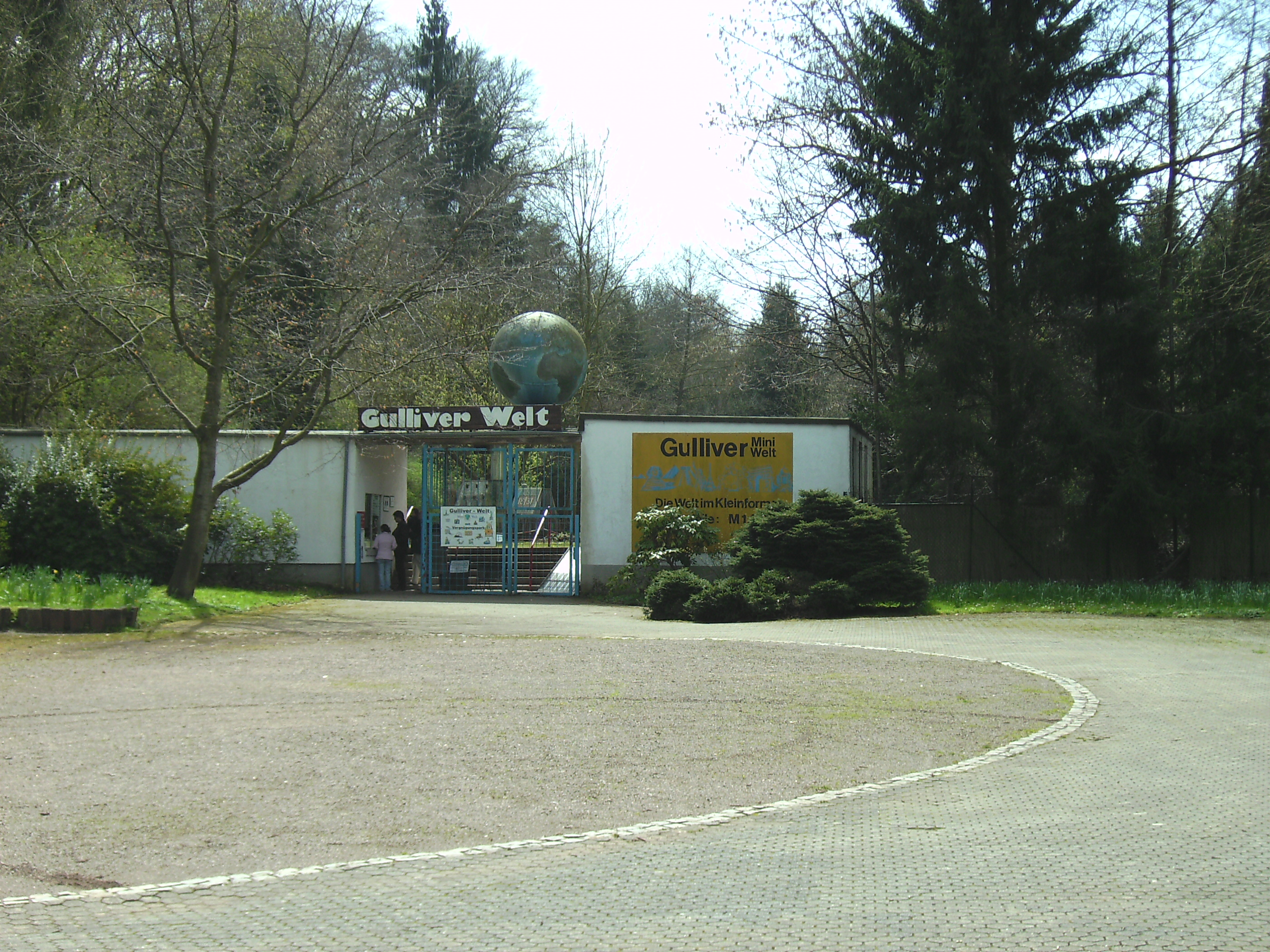
Entrée du "Monde de Gulliver"
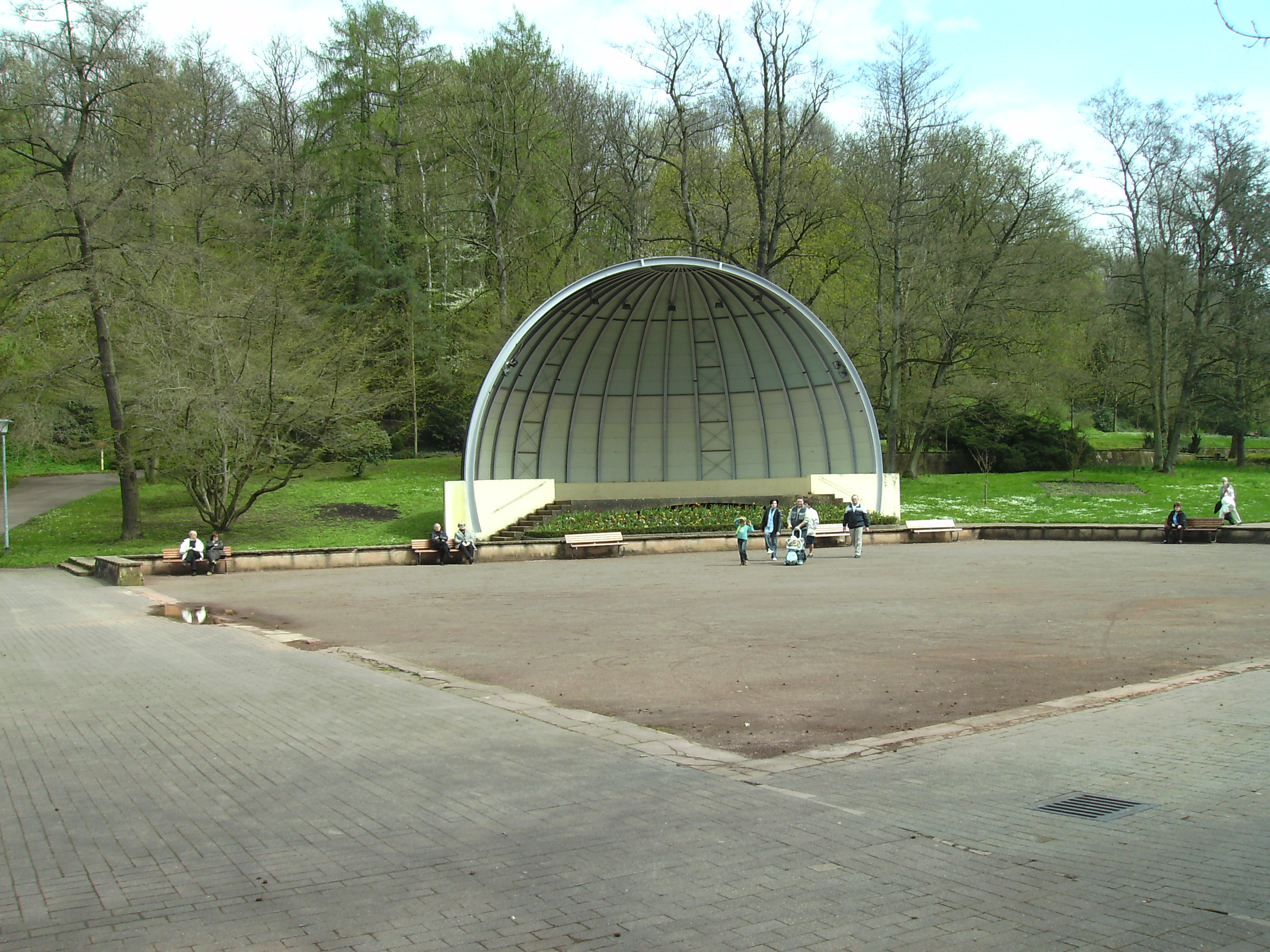
Kiosque à musique
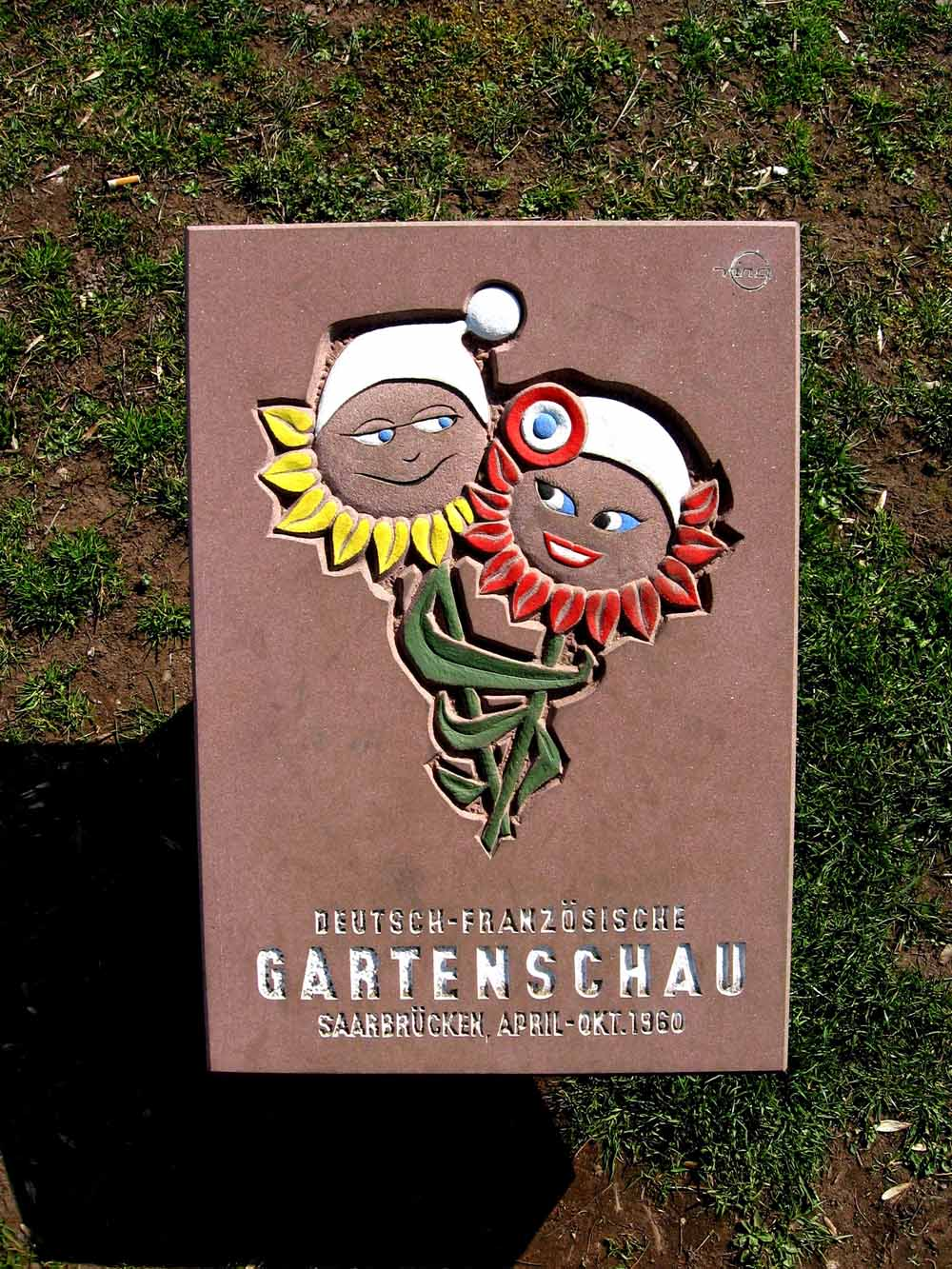
Plaque en mémoire de la première exposition florale

## Agencement du jardin
Le jardin franco-allemand est l'un des derniers grands parcs dans la forme officielle des années 1950 et 1960. La partie centrale du parc est située autour de l'étang du « moulin allemand » d'avant-guerre avec une étendue d'eau d'environ 5 hectares, qui, cependant, a été complètement envasée et envahie de plantes dans le chaos de la guerre. Autour de cet étang ont été agencés les différents éléments du parc et du jardin. Le modèle était celui de la ferme ornementale, qui avait son origine dans la conception des jardins anglais du XVIIIe siècle. Les éléments de la conception de cette partie du jardin sont un grand réseau maillé de chemins, jardins en terrasse, de bois et d'arbres isolés, une « vallée des fleurs » avec des herbes, des plantes vivaces et de nombreuses variétés de fleurs, une vaste roseraie et un paysage de lande. La "Vallée des Fleurs" a été conçue et réalisée par les architectes de jardins français Jacques Sgard et Gilbert Samel. Lors de l'ouverture la roseraie comptait 12 700 roses du côté allemand et 15 000 du côté français.
En 2007, la ville de Sarrebruck a lancé en collaboration avec la Société allemande de jardinage et de paysagisme (Deutschen Gesellschaft für Gartenkunst und Landschaftskultur, DGGL), un concours pour le réaménagement partiel du jardin franco-allemand. Les gagnants ont été identifiés début 2008, dont les réalisations ont commencé à partir de 2009.

### Cimetière commémoratif
Dans la partie supérieure du parc, le « cimetière d'honneur » ou « vallée d'honneur » contient les tombes les citoyens d'honneur et des dignitaires Sarrebruck ainsi que celles des soldats tombés au combat des deux côtés lors de la guerre franco-allemande 1870-1871. Il a été inauguré le 16 octobre 1870. On y trouve entre autres la tombe de Bruno von François et un mémorial pour les morts du 53e régiment d'infanterie. On a particulièrement soigné et honoré la tombe de Katharine Weissgerber ( « Schultze Kathrin ») dont le dévouement altruiste et le mépris du danger ont permis de protéger et de soigner de nombreux soldats blessés allemands comme français lors de la bataille de Forbach-Spicheren du 6 août 1870.

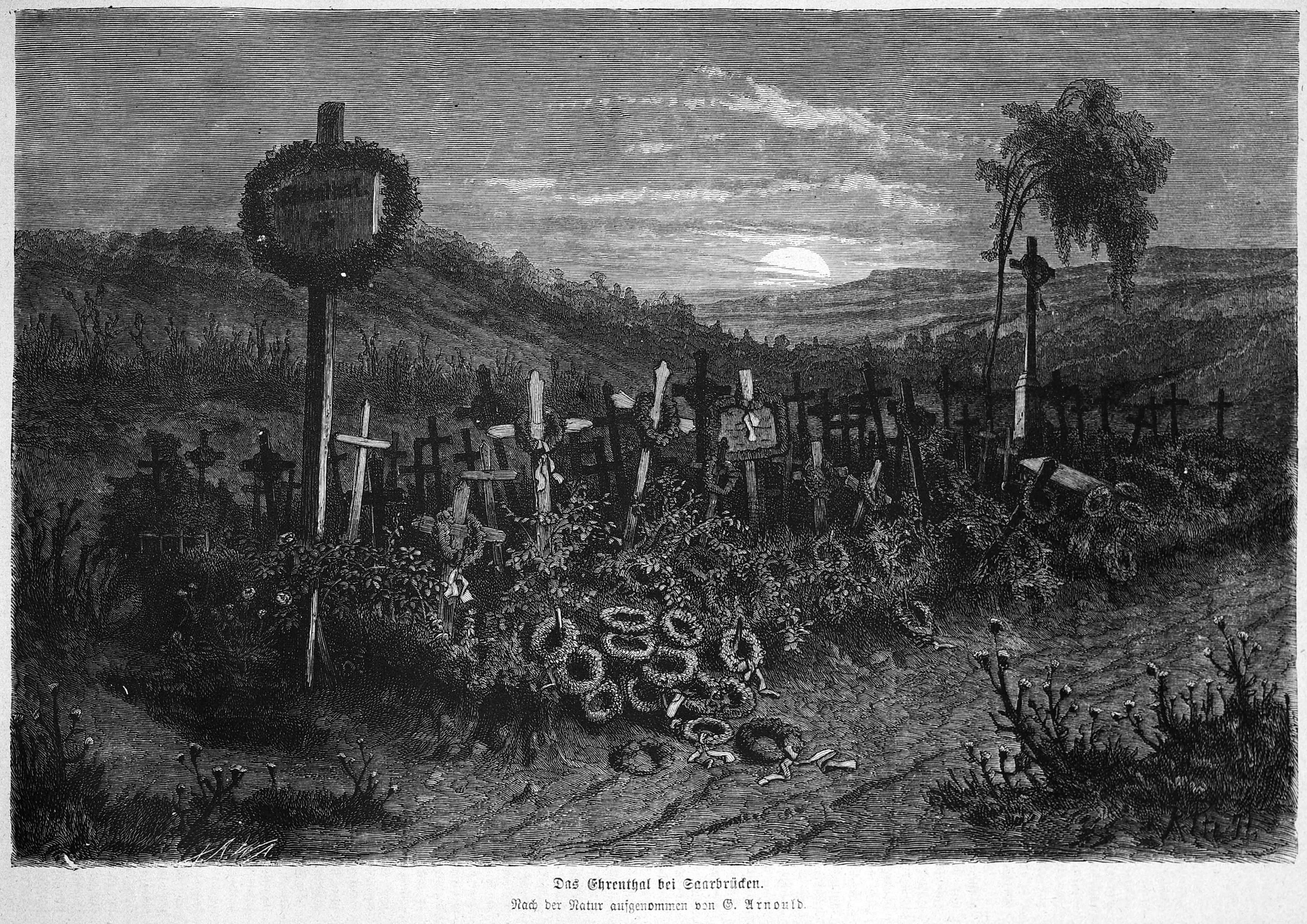
Le cimetière d'honneur en 1871
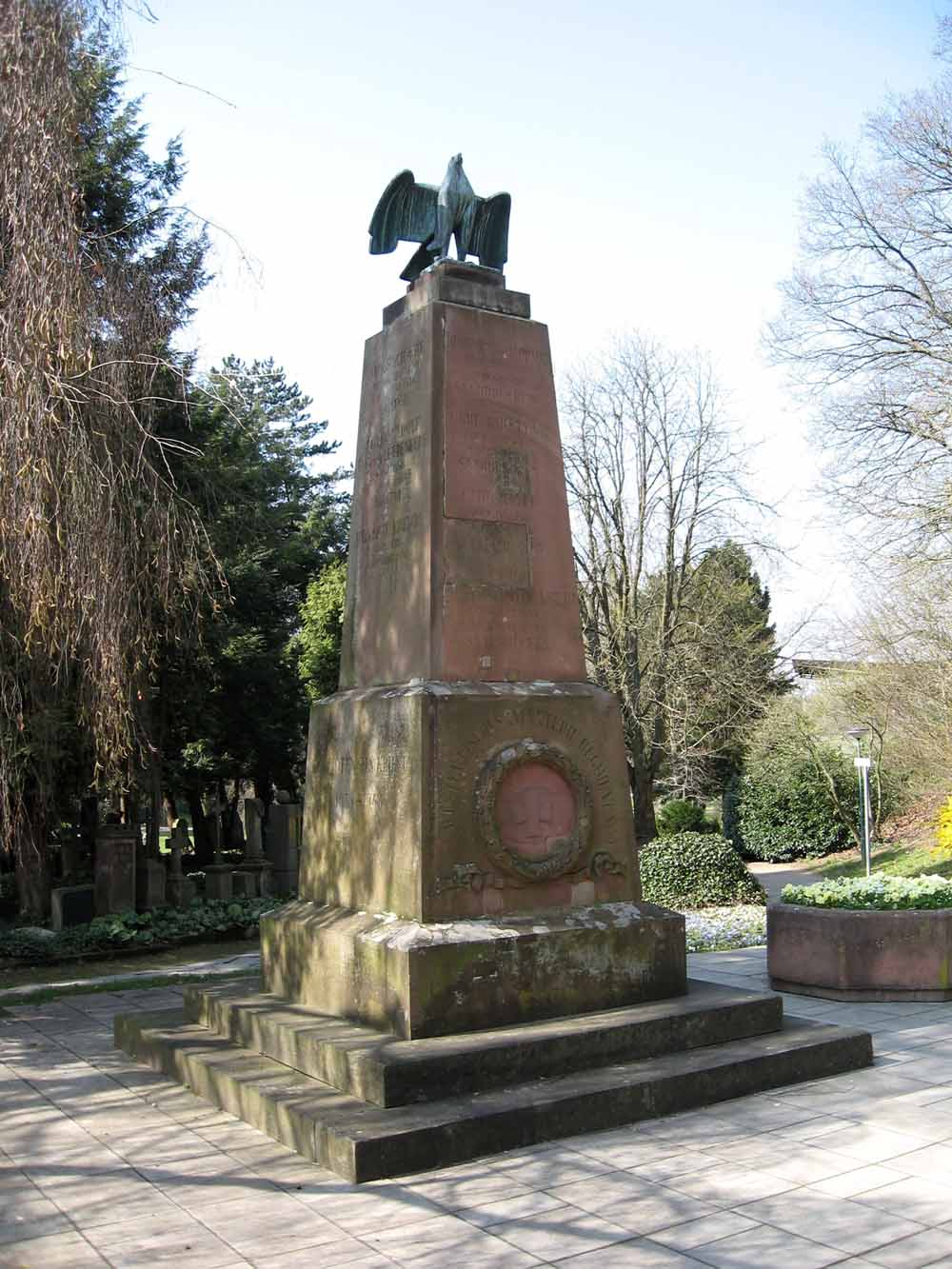
Monument du 53e régiment d'infanterie.
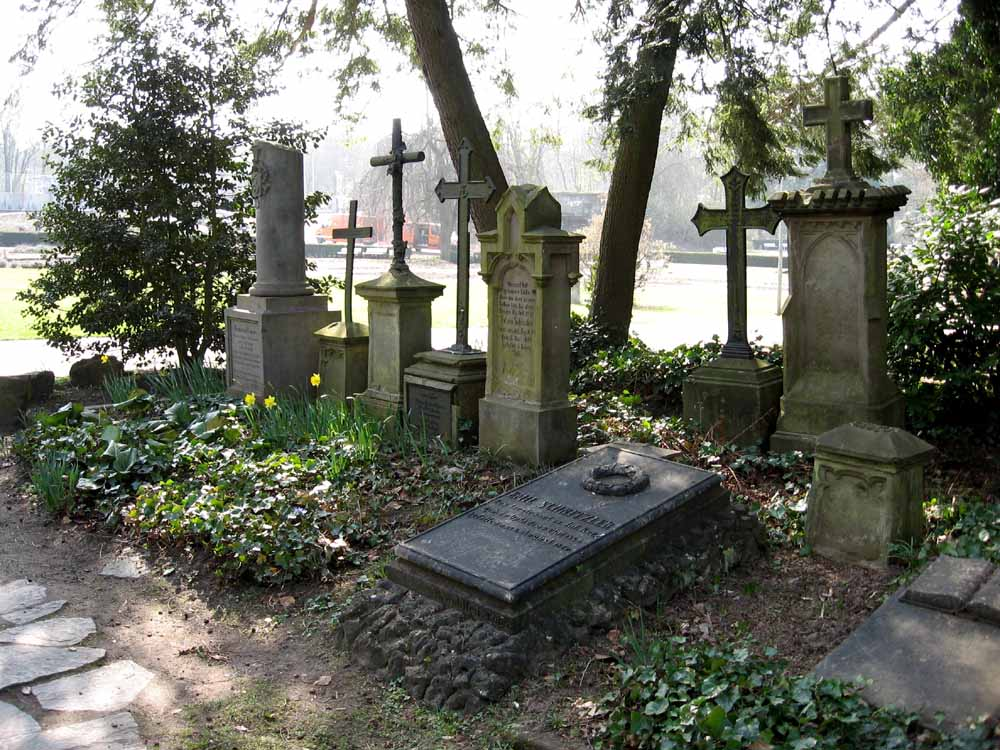
Tombes dans le cimetière d‘honneur
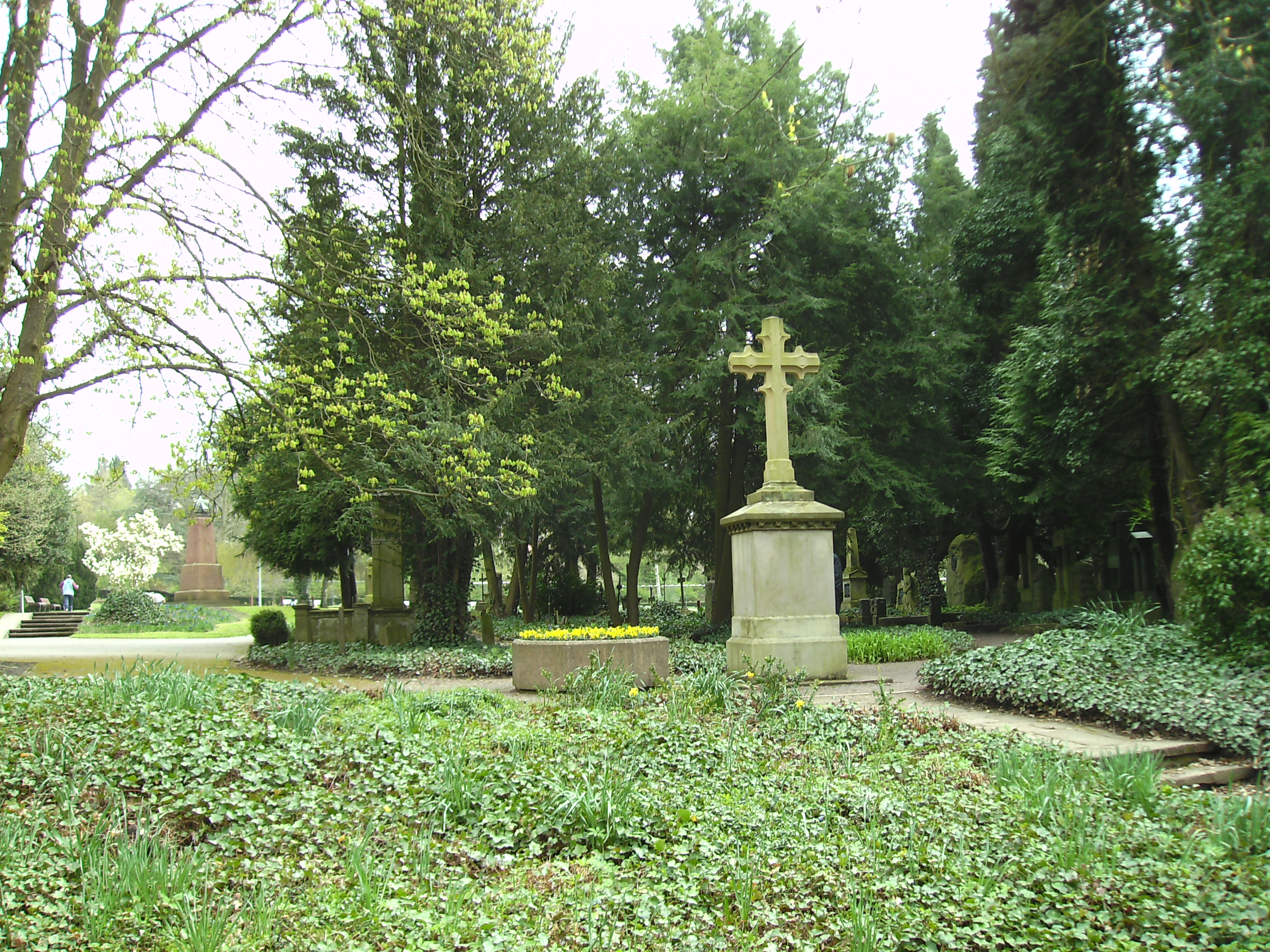
Le cimetière d‘honneur
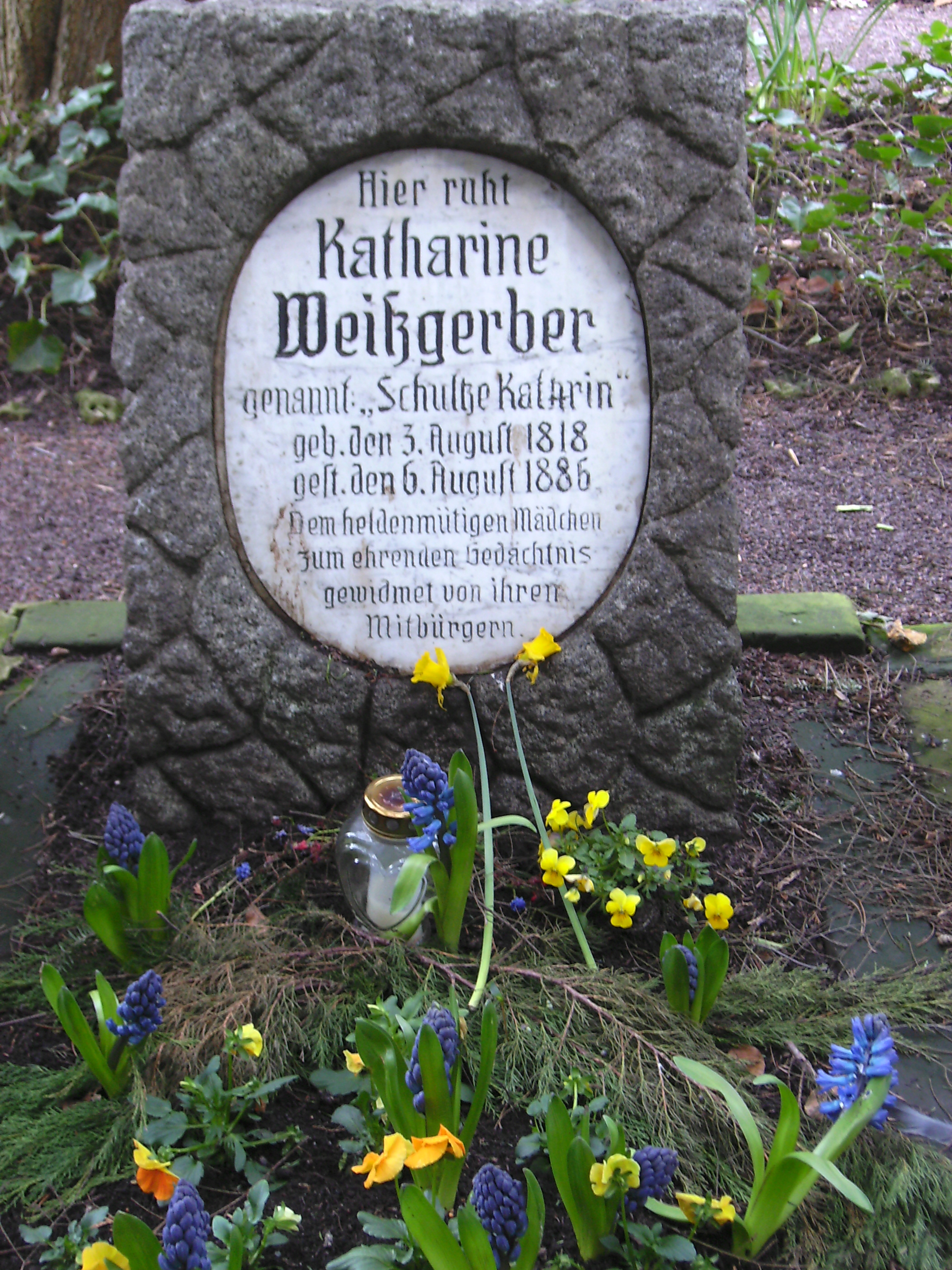
Tombe de Katharina Weissgerber
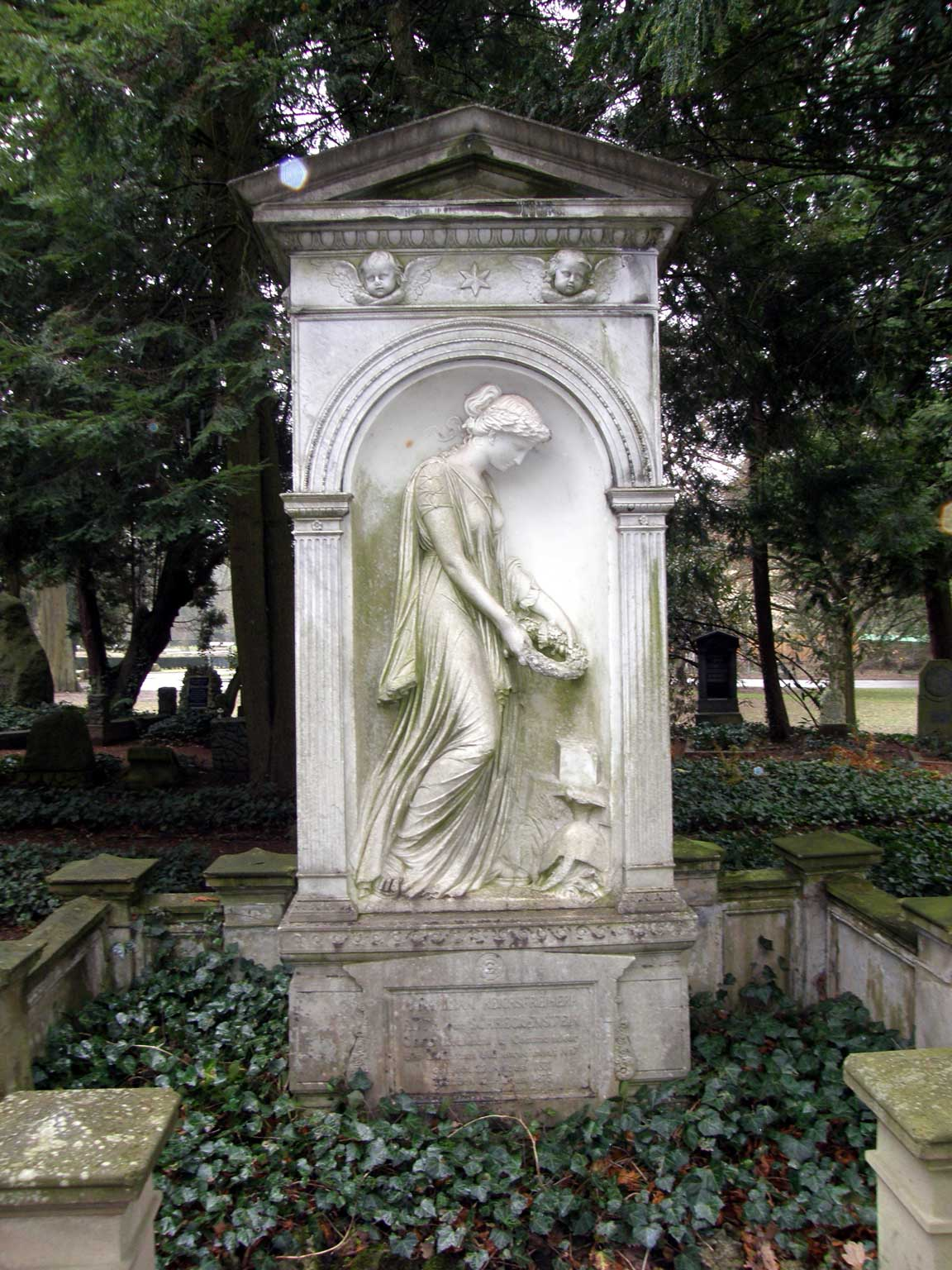
Tombe du baron  Maximilien Roth von Schreckenstein.

### Le téléphérique du jardin franco-allemand

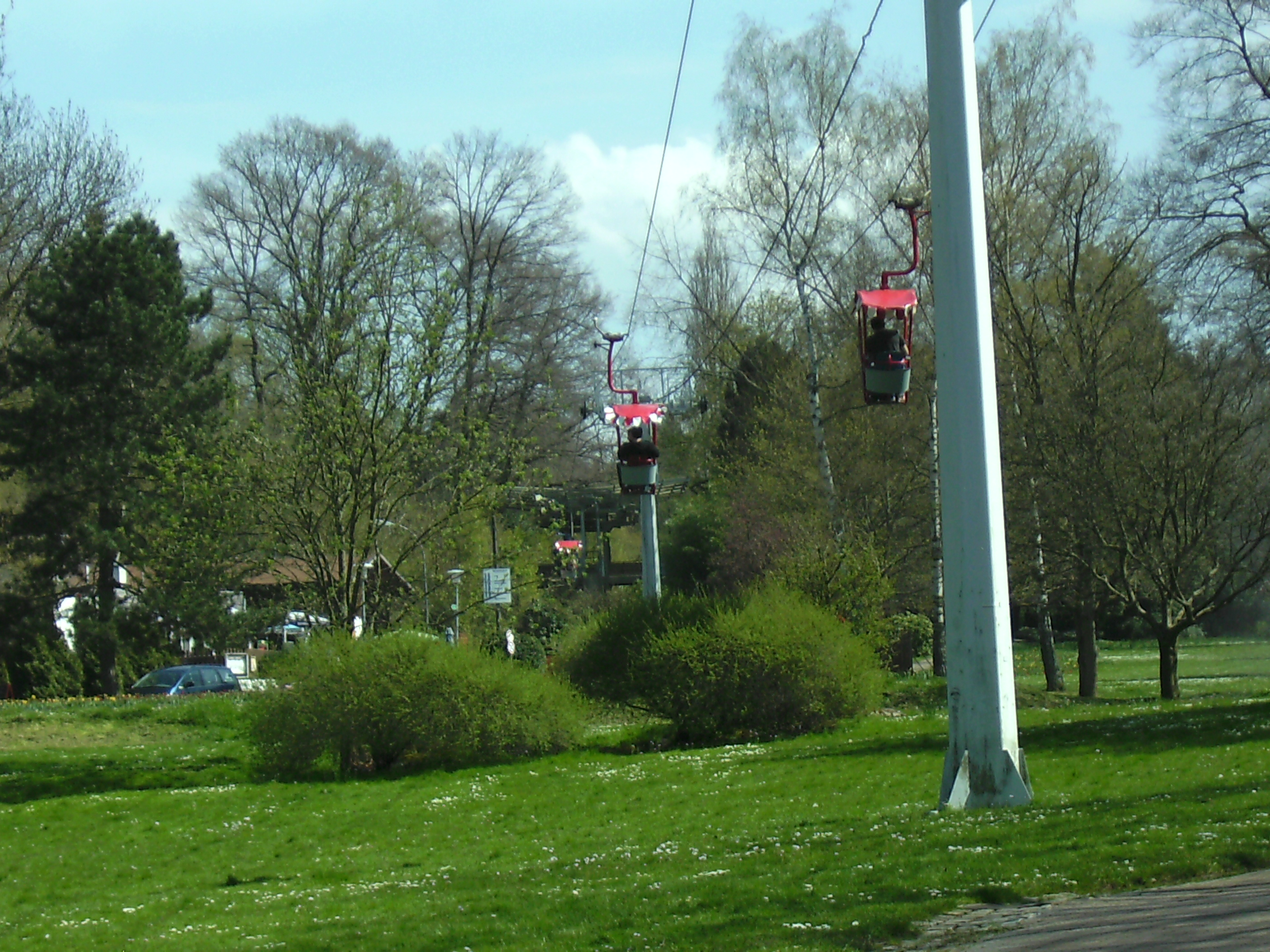
Le téléphérique.

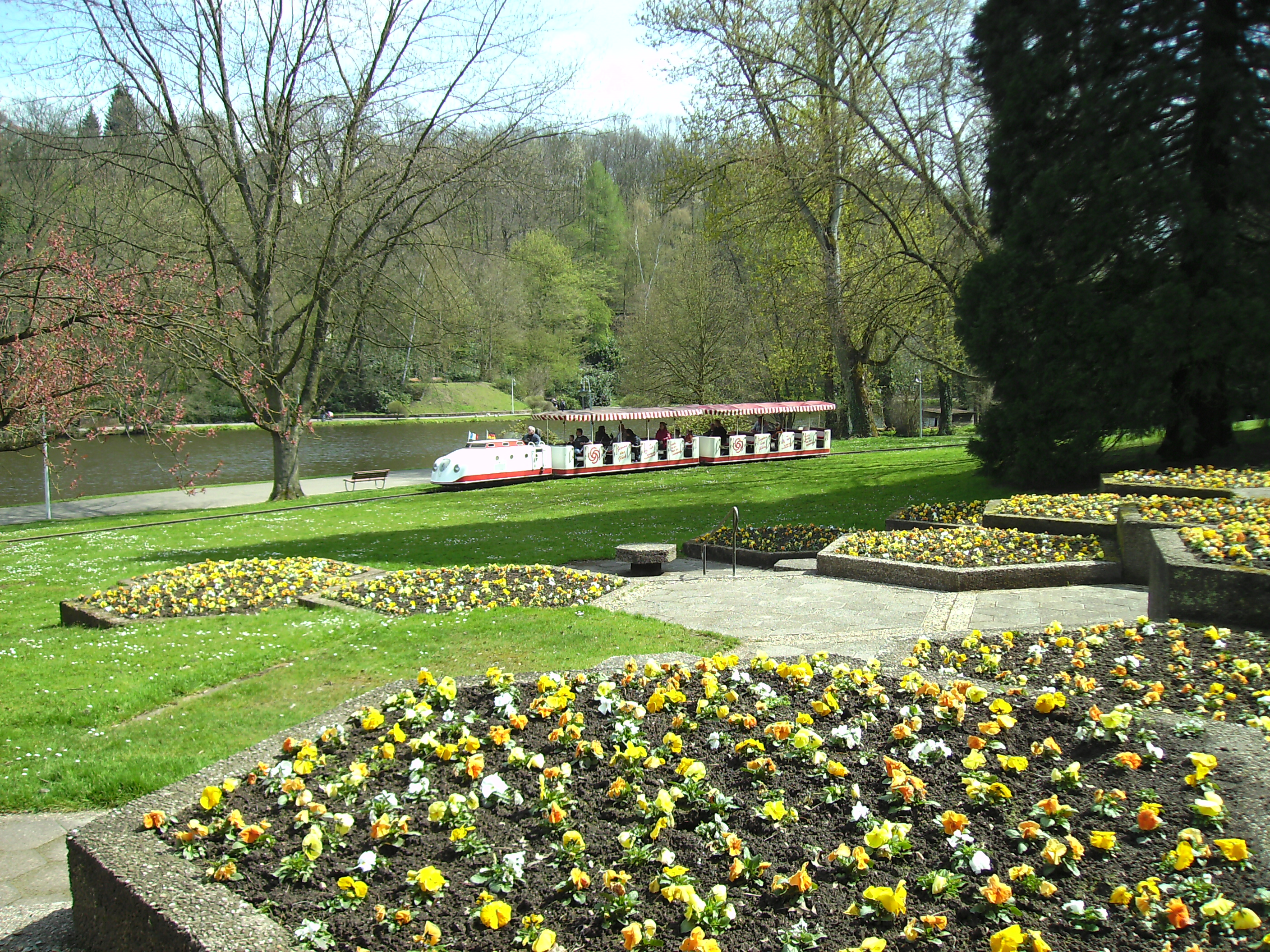
Le petit train, avec l'étang au fond.

Le téléphérique du jardin franco-allemand a été construit en 1960 par la société Heckel. Il surmonte une différence de hauteur de 20 mètres à une distance de 752 mètres et dispose de huit pylônes. Le téléphérique dans le jardin à la française, qui était hors service pendant plusieurs années jusqu'à Pâques 2007, a un câble d’un diamètre de 20 mm et une vitesse de déplacement de 2,8 m/s.

### Attractions
Le jardin franco-allemand contient plusieurs attractions :
- Le petit train du jardin, construit de 1958 à 1960, pour l’exposition horticole dont il faisait partie intégrante.  Il a transporté environ 500 000 personnes pendant l’exposition. Par la suite, il a continué à fonctionner, mais moins intensivement.
- Un des premières fontaines musicales allemandes est installée dans l’étang du moulin allemand ; elle peut être actionnée par des pédales.
- un kiosque à musique permettant d’organiser régulièrement des événements théâtraux et musicaux.
- un hôtel quatre étoiles.
- un casino, le "Saarland-Spielbank"

Une attraction baptisée « le monde de Gulliver» qui présentait sur une superficie de 22 000 m² environ 70 répliques de monuments de renommée mondiale a été transférée en octobre 2012 dans le « jardin fleuri » de Bexbach.